# Jean-François Gérard
Pour les articles homonymes, voir Jean-François Gérard (homonymie).
Jean-François Gérard est un dessinateur et peintre en miniatures français né à Charleville-Mézières en 1772 et mort à Paris le 7 septembre 1857.

## Biographie
Jean-François Gérard affirme être né en 1777, jetant ainsi le flou sur sa naissance. Il est, en fait, le fils naturel d'une certaine Marie-Jeanne Gérard et n'est pas reconnu par son père.
Adulte, il se fait appeler Jean-François Fontallard en référence à son père biologique qui est probablement Jean-François Soalhat de Fontallard (né en 1747 à Tobago), alors élève à l'école du génie de Mézières. Suivant les traces de son grand-père maternel, capitaine de grenadiers, Jean-François Gérard, dit Fontallard, étudie à l'École du génie de Paris. La vocation artistique l'emporte sur le métier des armes : il entre donc dans l'atelier d'Augustin et à l'école de l'Académie. Il expose au Salon de 1798 à 1835. De 1836 à 1840, L'Almanach des 25000 adresses parisiennes le mentionne comme « peintre de portraits » résidant au 6, impasse Sandrié.
Il est également un collectionneur passionné d'art d'Extrême-Orient.
Il meurt au 13, rue de la Bienfaisance dans l'ancien 1er arrondissement de Paris le 7 septembre 1857, laissant pour seules héritières ses deux petites filles, Marie-Camille et Blanche-Elise Gérard Fontallard. Son atelier, situé aux Batignolles, est dispersé en 1858, ainsi que sa collection.

Œuvres de Jean-François Gérard
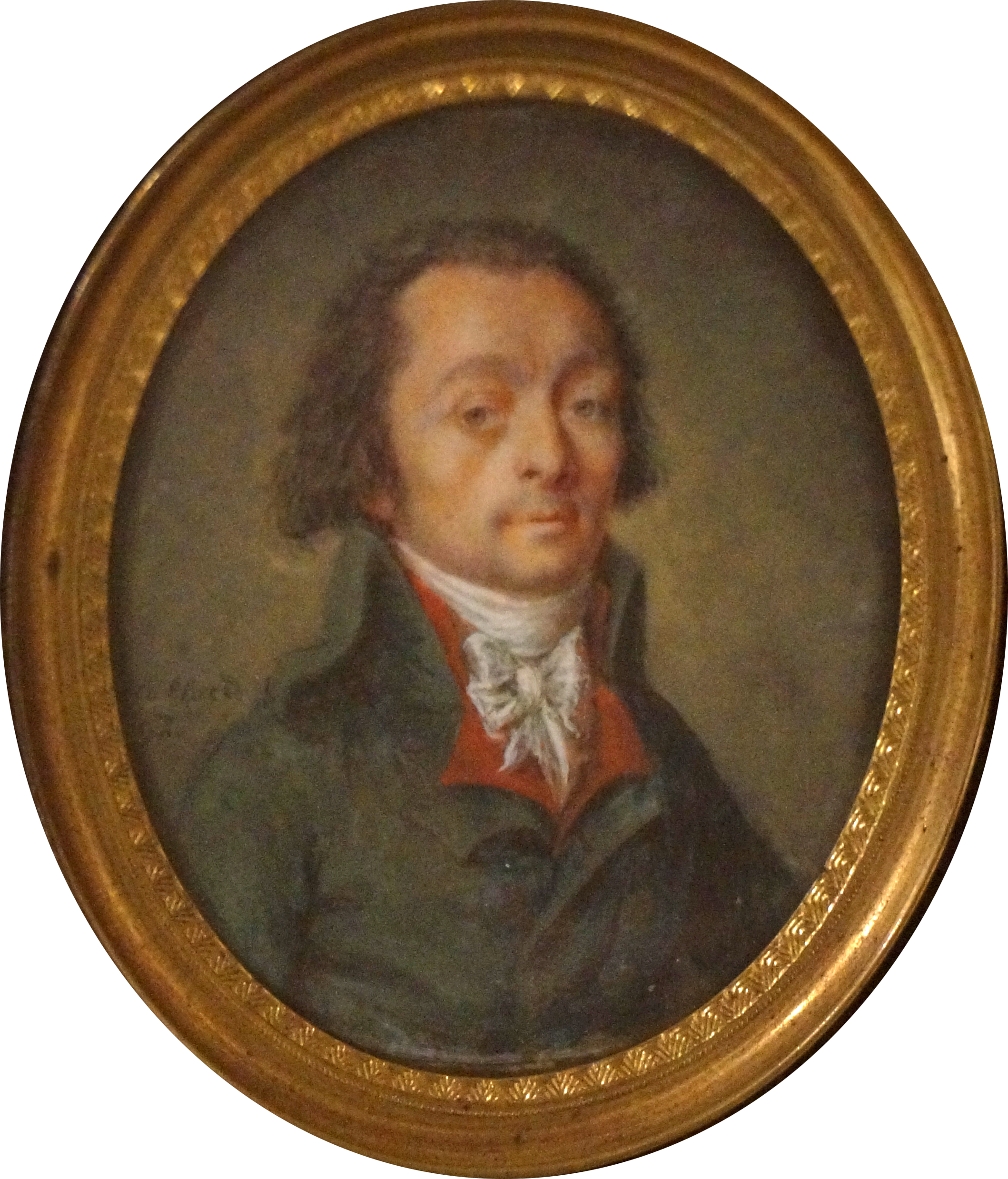
Le Carlier d'Ardon, vers 1792, musée d'Art et d'Archéologie de Laon.
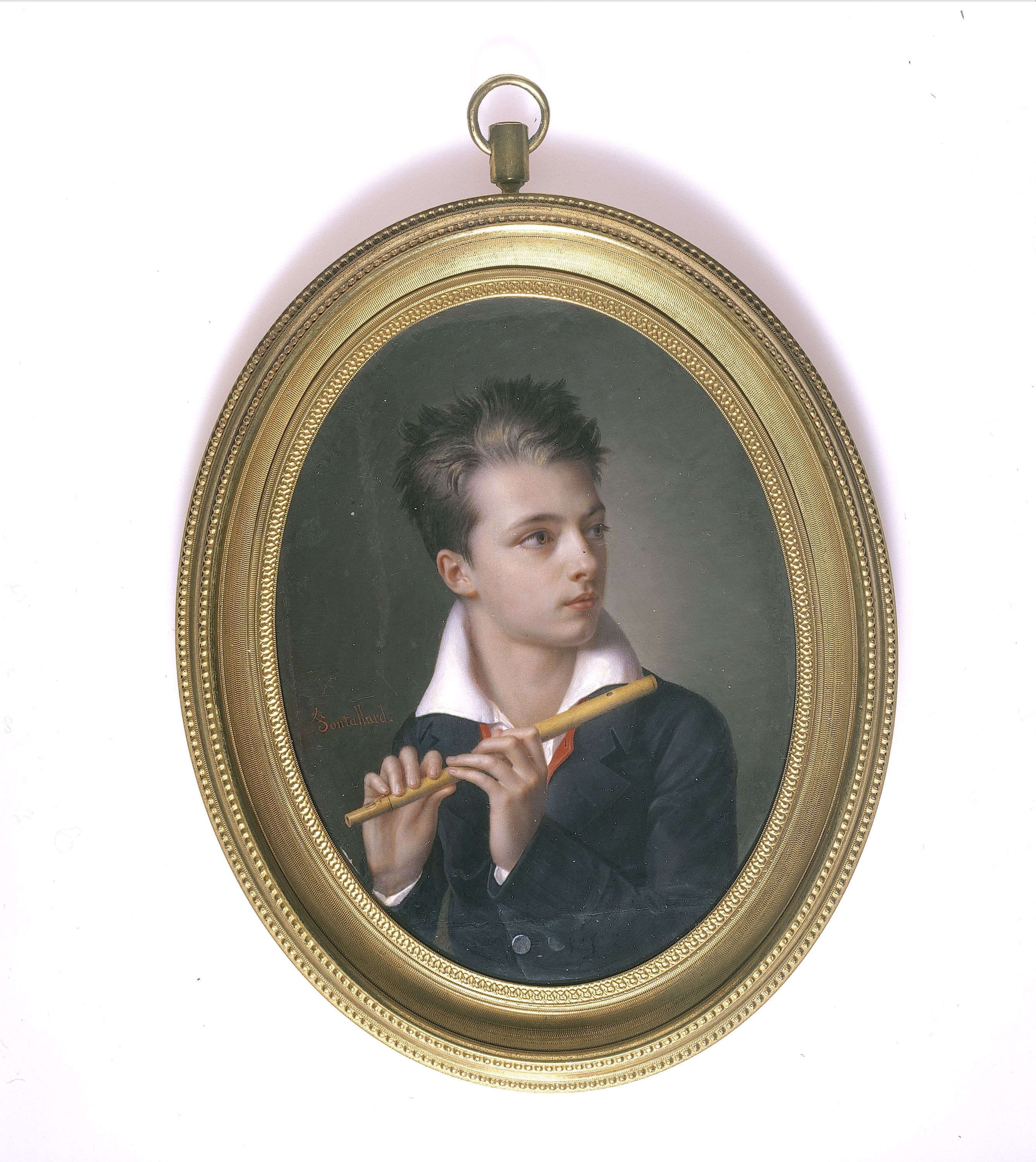
Portrait d'Henri-Gérard Fontallard jouant de la flûte traversière, 1812, Paris, musée Cognacq-Jay.
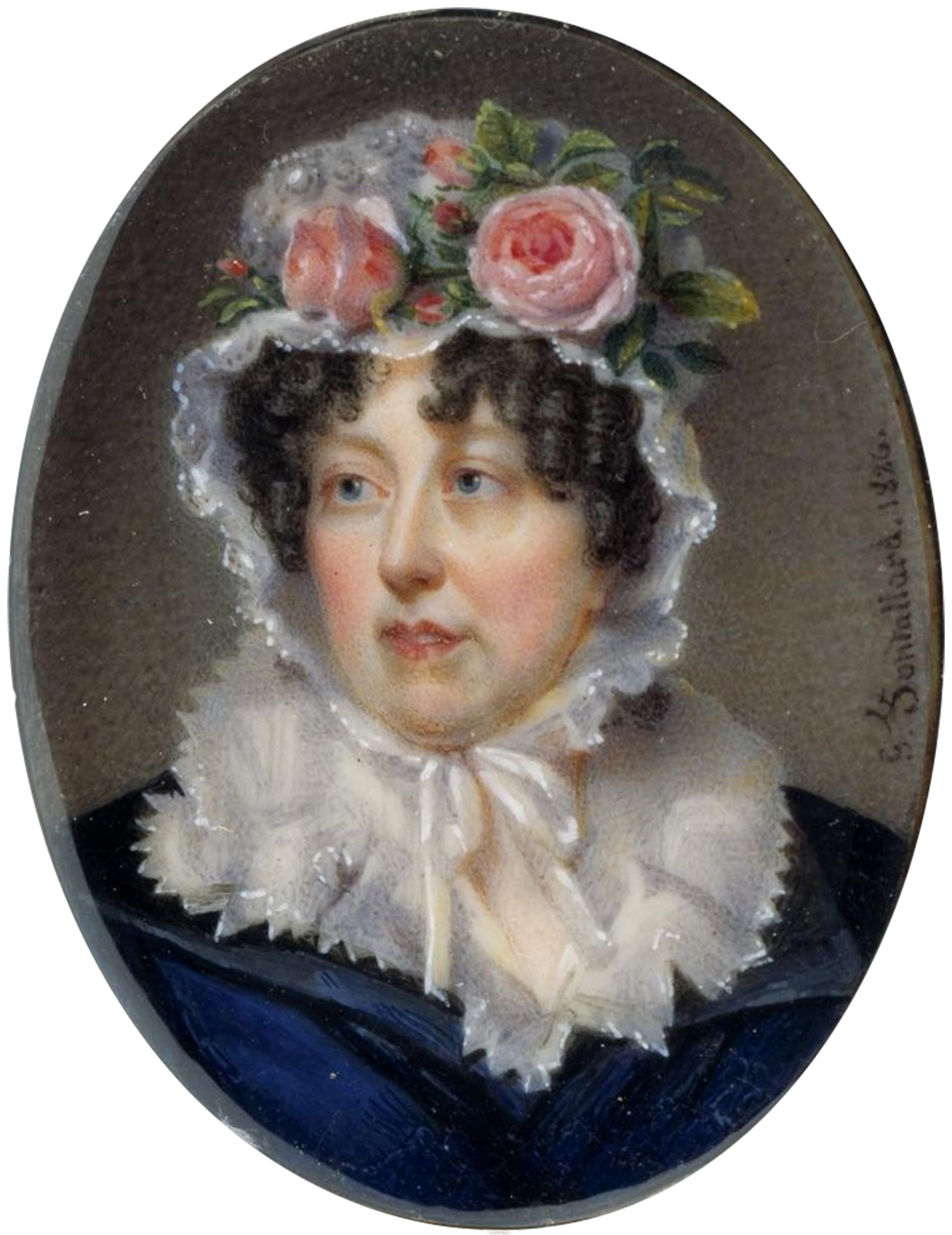
Lady Susan Murray, 1826, musée des Beaux-Arts de Houston.